# Marathon van Seoel 2009
De marathon van Seoel 2009 werd gelopen op zondag 15 maart 2009. Het was de 65e editie van deze marathon.
Bij de mannen was de Keniaan Moses Kimeli het sterkst in 2:07.54. De Ethiopische Robe Guta finishte bij de vrouwen als eerste in 2:25.37.

## Uitslagen

### Mannen
| rang   | naam             | land | tijd    |
| ------ | ---------------- | ---- | ------- |
| Goud   | Moses Kimeli     | KEN  | 2:07.54 |
| Zilver | Dejene Yirdaw    | ETH  | 2:08.30 |
| Brons  | Sylvester Teimet | KEN  | 2:10.11 |
| 4      | Jason Mbote      | KEN  | 2:10.38 |
| 5      | Young-Jun Ji     | KOR  | 2:10.41 |
| 6      | Paul Biwott      | KEN  | 2:11.03 |
| 7      | Charles Kibiwott | KEN  | 2:11.18 |
| 8      | Jun-Hyun Hwang   | KOR  | 2:11.39 |
| 9      | Myong-Ki Lee     | KOR  | 2:13.55 |
| 10     | Gun-Tae Yuk      | KOR  | 2:14.58 |
| 11     | Young-Jin Yu     | KOR  | 2:15.51 |
| 12     | Sung-Woon Lee    | KOR  | 2:16.26 |
| 13     | Ju-Young Park    | KOR  | 2:16.44 |
| 14     | Bong-Ju Lee      | KOR  | 2:16.46 |
| 15     | Kyung-In Park    | KOR  | 2:16.51 |
| 16     | Byong-Seung Mun  | KOR  | 2:17.08 |
| 17     | Hyo-Su Kim       | KOR  | 2:17.59 |
| 18     | Kyo-Shik Lee     | KOR  | 2:18.21 |
| 19     | Teruto Ozaki     | JPN  | 2:18.50 |
| 20     | Se-Jeong Oh      | KOR  | 2:20.25 |
| 22     | Hyo-Suk Eum      | KOR  | 2:22.17 |
| 23     | Hong-Kook Lee    | KOR  | 2:22.56 |

### Vrouwen
| rang   | naam            | land | tijd    |
| ------ | --------------- | ---- | ------- |
| Goud   | Robe Guta       | ETH  | 2:25.37 |
| Zilver | Sun-Young Lee   | KOR  | 2:27.48 |
| Brons  | Ya-Nan Wei      | CHN  | 2:29.00 |
| 4      | Ho-Sun Park     | KOR  | 2:32.21 |
| 5      | Ying-Ying Zhang | CHN  | 2:33.38 |
| 6      | Yun-Hee Chung   | KOR  | 2:34.14 |
| 7      | Zhang Shujing   | CHN  | 2:38.48 |
| 8      | Jung-Hee Ha     | KOR  | 2:48.53 |

1964 ·
1965 ·
1966 ·
1967 ·
1968 ·
1969 ·
1970 ·
1971 ·
1972 ·
1973 ·
1974 ·
1975 ·
1976 ·
1977 ·
1978 ·
1979 ·
1980 ·
1981 ·
1982 ·
1983 ·
1984 ·
1985 ·
1986 ·
1987 ·
1988 ·
1989 ·
1990 ·
1991 ·
1992 ·
1993 ·
1994 ·
1995 ·
1996 ·
1997 ·
1998 ·
1999 ·
2000 ·
2001 ·
2002 ·
2003 ·
2004 ·
2005 ·
2006 ·
2007 ·
2008 ·
2009 ·
2010 ·
2011 · 
2012 · 
2013 · 
2014 · 
2015 · 
2016 ·  
2017